# Maria de Prússia

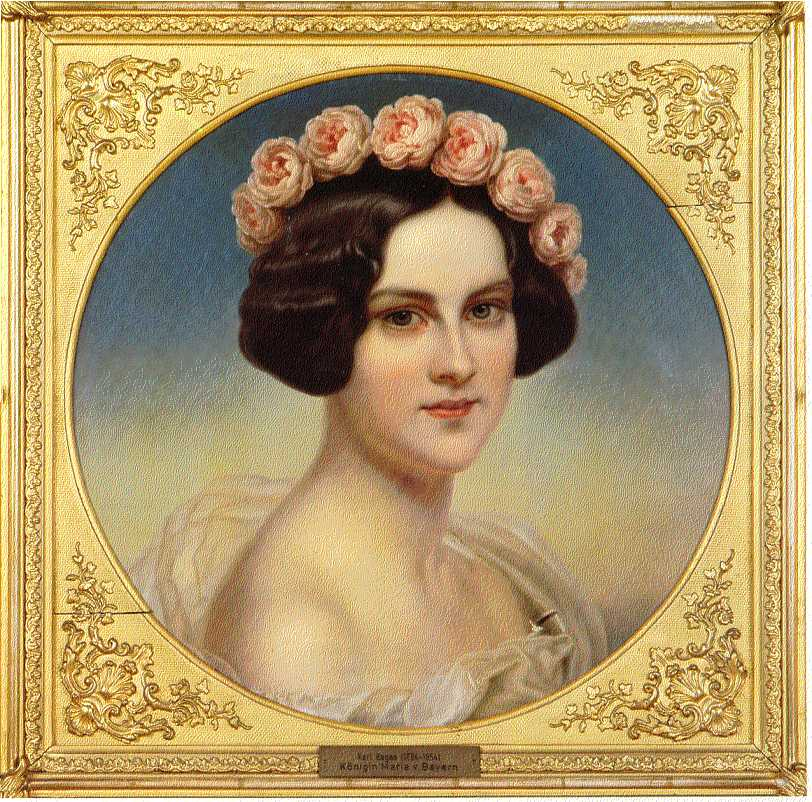
La princesa Maria de Prússia, reina de Baviera

Maria de Prússia fou reina de Baviera (Berlín, 1825 - castell de Hohenschwangau, 1889). Princesa de Prússia amb el tractament d'altesa reial, esdevingué reina de Baviera arran del seu matrimoni amb el rei Maximilià II de Baviera.
Nascuda a la ciutat de Berlín, capital del Regne de Prússia, el dia 15 d'octubre de l'any 1825, fou filla del príncep Guillem de Prússia i de la landgravia Anna Maria de Hessen-Homburg. Maria era neta per via paterna del rei Frederic Guillem II de Prússia i de la princesa Frederica de Hessen-Darmstadt, i per via materna del landgravi Frederic V de Hessen-Homburg i de la princesa Carolina de Hessen-Darmstadt.
El dia 12 d'octubre de l'any 1842 contragué matrimoni a Múnic amb qui esdevindria rei Maximilià II de Baviera, fill del rei Lluís I de Baviera i de la princesa Teresa de Saxònia-Hildburghausen. La parella tingué dos fills:
- el rei Lluís II de Baviera, nat a Nymphenburg el 1845 i mort el 1886, a prop del llac Starnberg.
- el rei Otó I de Baviera, nat a Múnic el 1848 i mort al castell de Fürstenried el 1916.

Un dels temes principals que marcaren la vida de la princesa Maria de Prússia fou la religió. Educada en la severitat religiosa del luteranisme de la cort de Berlín, a la seva arribada a Múnic optà per no convertir-se al catolicisme, majoritari en el si de la població bavaresa. Aquest fet, entès per la majoria de la població de Baviera, fou àmpliament discutit pel seu fill primogènit. El rei Lluís II de Baviera arribà a rebutjar públicament la seva mare per la seva condició de luterana, i aquesta, afligida pels trastorns que patien els seus dos fills, s'interessà pel consol que el catolicisme li aportava i s'hi convertí l'any 1874.
La princesa va fer nombroses obres de beneficència per Baviera. Maria, amb l'ajuda del seu fill primogènit, es convertí en la fundadora d'una Associació de Dones Bavareses dedicada a la beneficència i fundada a Múnic el 1869. Posteriorment, d'aquesta associació en sorgí la Creu roja de Baviera.
A partir de principis de la dècada de 1870, la monarca es retirà progressivament de la vida pública i cortesana de Múnic. Maria es retirà a una finca privada que posseïa als Alps bavaresos i al castell de Hohenschwangau, on morí el dia 17 de maig de l'any 1889. Durant els últims anys de la seva vida, havia presenciat el suïcidi del seu fill primogènit i els trastorns mentals del seu segon fill.